# タデアス・ルイス
タデアス・ルイス（Thaddeus Cowan "Thad" Lewis、1987年11月19日 - ）はフロリダ州オパロッカ出身の元アメリカンフットボール選手、コーチ。
現在タンパベイ・バッカニアーズのオフェンシブアシスタントコーチを務めている。現役時代のポジションはクォーターバック。

## 経歴

### プロ入り前
フロリダ州マイアミ・デイド郡の高校でプレーした後、デューク大学へ進学した。大学では、パス1510回中877回成功、10,065ヤード、67TDパス、40インターセプト、621ヤードを走って9TDランをあげて、通算TDパス、通算パス獲得ヤードで大学記録を更新した。4年次のノースカロライナ州立大学戦では、パス50回中40回成功で、自己ベストの459ヤードを投げて5TD、同大学に対するチームの連敗を11で止めた。この年、パス449回中274回成功、3,330ヤード、20TD、8INTの成績を残し、デイビー・オブライエン賞のファイナリストにも残った。

### プロ入り後
2010年のNFLドラフト直後に、ドラフト外フリーエージェントでセントルイス・ラムズと契約を結んだ。この年9月2日のボルチモア・レイブンズとのプレシーズンゲームではパス8回中6回成功、89ヤードと26ヤードのTDパスを決めた。前年にラムズで4試合に先発出場したキース・ヌルと第3QBの座を争い、開幕ロースターに残った。
2011年9月、ラムズからウェーバーされたが、9月4日、ラムズ時代のオフェンスコーディネーター、パット・シューマーがヘッドコーチに就任していたクリーブランド・ブラウンズと契約を結んだ。2012年10月11日、ブラウンズからウェーバーされ、10月13日、プラクティス・スクワッドとして契約を結んだ。ブランドン・ウィーデン、コルト・マッコイが故障したため、同年12月24日、アクティブロースターに復帰、12月30日にこの年NFL1位の守備を誇るピッツバーグ・スティーラーズ戦で初先発し、パス32回中22回成功、204ヤード、1TD、1INTとまずまずの成績を残した。この試合の第3Q、グレッグ・リトルへの7ヤードのTDパスを成功、第4Q残り1分33秒には、ローレンス・ティモンズのハードヒットを受けてサックされた際、ノックアウトされ、ジョシュ・ジョンソンが交代出場した。
2013年5月22日にブラウンズからウェーバーされたが、5月28日、デトロイト・ライオンズと契約を結び、マシュー・スタッフォードの控えの座をショーン・ヒル、ケレン・ムーアと争った。8月25日、E・J・マニュエルがひざを負傷し、ケビン・コルブが脳震盪を起こしたバッファロー・ビルズにLBクリス・ホワイトとの交換でトレードされた。8月30日にロースターからカットされたが、9月1日、ビルズとプラクティス・スクワッド契約を結んだ。E・J・マニュエルが負傷したため、アクティブロースターに昇格し、第6週のシンシナティ・ベンガルズ戦で先発出場、2TDパス、1TDランをあげた。10月20日のマイアミ・ドルフィンズ戦では第4QにFGレンジまでボールを前進させ、残り36秒にダン・カーペンターの逆転FGにつなげた。この年、5試合で先発出場し、1092ヤード、4TD、3INTの成績を残した。第16週のドルフィンズ戦にも先発し、19-0で勝利した。先発した5試合の成績は2勝3敗であった。
2014年、8月26日、ビルズから解雇された。ライアン・マレットがシーズン絶望の怪我を負ったヒューストン・テキサンズと11月26日に契約した。
2015年3月12日、クリーブランド・ブラウンズと契約を結んだ。

### コーチ歴
2018年よりカリフォルニア大学ロサンゼルス校のアメリカンフットボール部(UCLAブルーインズ)のオフェンシブアナリストに就任した。
2020年7月よりコーチングキャリアを積むためタンパベイ・バッカニアーズにインターンとして加入した。シーズン終了後、オフェンスアシスタントコーチに昇格した。